# Ranier
Ranier város a minnesotai Koochiching megyében, az Egyesült Államokban. A 2020-as népszámlálás idején a lakosság 569 fő volt.
International Falls városától keletre található, a 11-es állami főút mellett. A kanadai Fort Frances város közvetlenül a folyó másik partján fekszik.

## Népesség
| 2010 | 145 |
| 2020 | 569 |

## Földrajza
A város teljes területe 0,36 km2. A település közelében található a Rainy River és a Rainy Lake.